# Leclercera spinata
Leclercera spinata es una especie de arañas araneomorfas de la familia Ochyroceratidae.

## Distribución geográfica
Es endémica de cuevas del sudoeste de Célebes (Indonesia).